# NGC 5427
NGC 5427 est une galaxie spirale située dans la constellation de la Vierge. NGC 5427 a été découverte par l'astronome germano-britannique William Herschel en 1785.

## Description
La vitesse de NGC 5427 par rapport au fond diffus cosmologique est de 2 891 ± 19 km/s, ce qui correspond à une distance de Hubble de 42,6 ± 3,0 Mpc (∼139 millions d'al).
La classe de luminosité de NGC 5427 est III et elle présente une large raie HI. Elle renferme également des régions d'hydrogène ionisé. C'est aussi une galaxie active de type Seyfert 2.
À ce jour, deux mesures non basées sur le décalage vers le rouge (redshift) donnent une distance de 33,750 ± 6,152 Mpc (∼110 millions d'al), ce qui est à l'intérieur des valeurs de la distance de Hubble. Notons que c'est avec la valeur moyenne des mesures indépendantes, lorsqu'elles existent, que la base de données NASA/IPAC calcule le diamètre d'une galaxie et qu'en conséquence le diamètre de NGC 5427 pourrait être d'environ 35,8 kpc (∼117 000 al) si on utilisait la distance de Hubble pour le calculer.

## Trou noir supermassif
Selon une étude publiée en 2009 et basée sur la vitesse interne de la galaxie mesurée par le télescope spatial Hubble, la masse du trou noir supermassif au centre de NGC 5427 serait comprise entre 20 millions et 81 millions de {\displaystyle M_{\odot }}.
Selon les auteurs d'un article publié en 2012, la connaissance de la masse d'un trou noir central et du taux d'accrétion par celui-ci permet d'estimer le taux de formation d'étoiles dans la région centrale des galaxies de type Seyfert. Ce taux pour NGC 5427 serait à l'intérieur et à l'extérieur d'un rayon de 1 kpc respectivement de 0,23 {\displaystyle M_{\odot }}/an  et de 2,9 {\displaystyle M_{\odot }}/an
.

## Morphologie
NGC 5427 a été utilisée par Gérard de Vaucouleurs comme une galaxie de type morphologique SA(rs)bc dans son atlas des galaxies,.
Eskridge, Frogel et Pogge ont publié un article en 2002 décrivant la morphologie de 205 galaxies spirales ou lenticulaires rapprochées. Les observations ont été réalisées dans la bande H de l'infrarouge et dans la bande B (le bleu). Selon Eskridge et ses collègues, NGC 5427 est une galaxie spirale de type S(r)c dans la bande B et de type Sc dans la bande H. Cette galaxie est vue presque de face. Elle présente un noyau brillant encastré dans un petit bulbe elliptique. Il existe quelques indices d'une distorsion ovale asymétrique faisant un angle de ~45 degrés avec le bulbe. Un grand motif spiral à deux bras émergent du bulbe. Le bras du côté ouest du buble présente sur ~250° une luminosité de surface élevée, ainsi que de nombreux nœuds. Il s'estompe ensuite, mais on peut le suivre sur un enroulement complet de 360°. Le bras du côté est compte moins de nœuds et présente une luminosité de surface élevée sur seulement ~150°. On peut cependant le suivre à plus faible luminosité de surface sur 360°. Les deux bras présentent des éperons (spurs?) à ~180°. Il existe un pont de matière de faible intensité lumineuse entre NGC 5427 et NGC 5426

### Un disque entourant le noyau
Grâce aux observations du télescope spatial Hubble, on a détecté un disque de formation d'étoiles autour du noyau de NGC 5427. La taille de son demi-grand axe est estimée à 600 pc (~1 955 années-lumière).

## Deux galaxies en interaction
La vitesse radiale de NGC 5426 est presque égale à celle de NGC 5427 et on est certain que ces deux galaxies forment une paire en interaction gravitationnelle. D'ailleurs, toutes les images modernes captées montrent qu'il existe un pont de matière entre les deux galaxies. Cette paire figure dans l'atlas des galaxies particulières de Halton Arp sous la cote Arp 271 et dans Atlas and Catalogue of Interacting Galaxies sous la cote VV 21. Arp note dans son atlas que les bras sont liés (Arms linked) et qu'il existe une bifurcation dans le bras de la galaxie située au nord.

## Groupe de NGC 5427
NGC 5427 est la principale galaxie d'un groupe de galaxies qui porte son nom. Le groupe de NGC 5427 compte au moins quatre autres membres, soit NGC 5426, NGC 5468, NGC 5472 et NGC 5493.

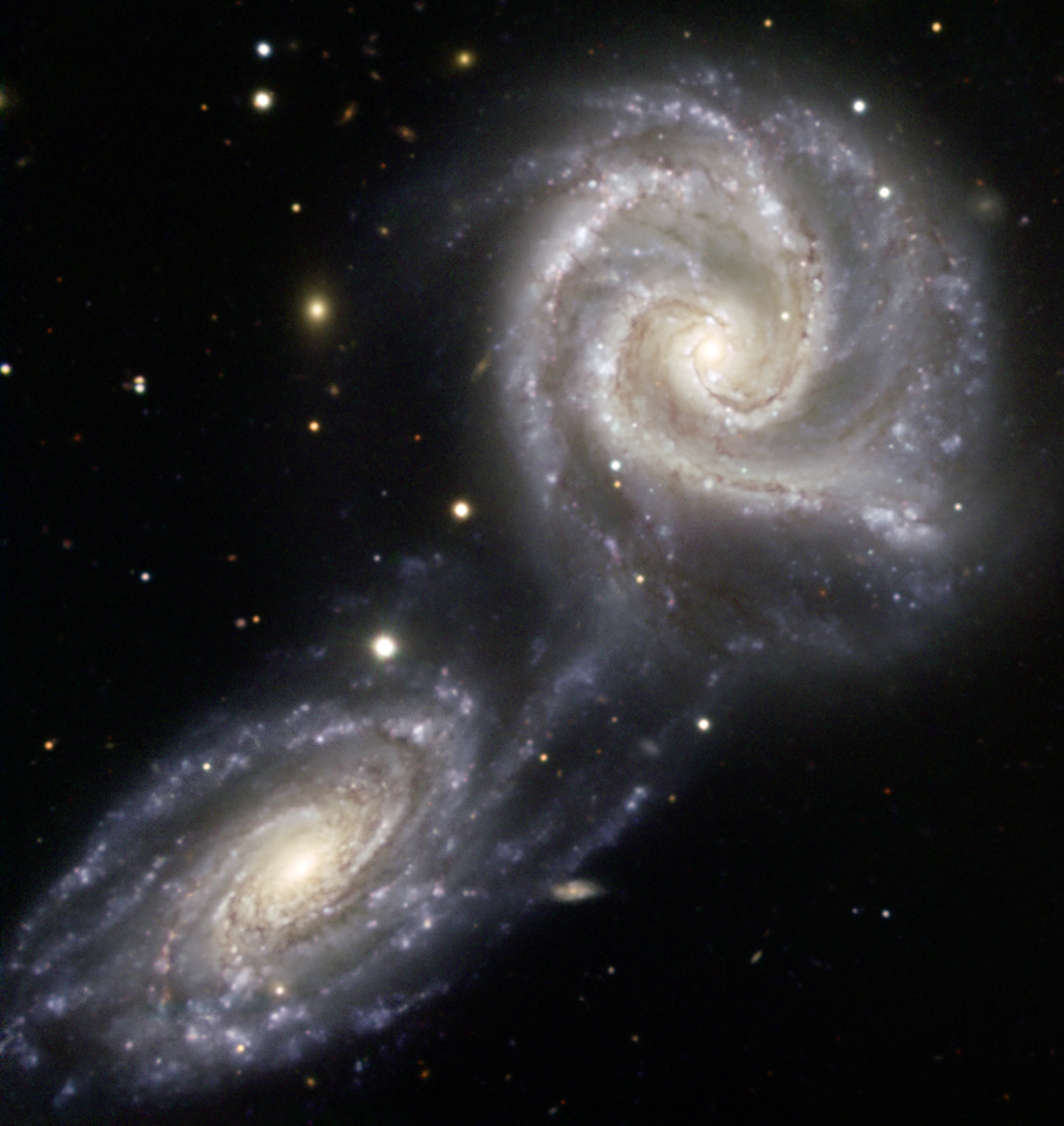
Cette image d'Arp 271 a été prise avec l'instrument EFOSC, attaché au New Technology Telescope. Les données ont été acquises à travers trois filtres différents (B, V et R) pour une durée totale d'exposition de 4 440 secondes. Le champ de vision est d'environ 4 minutes d'arc.
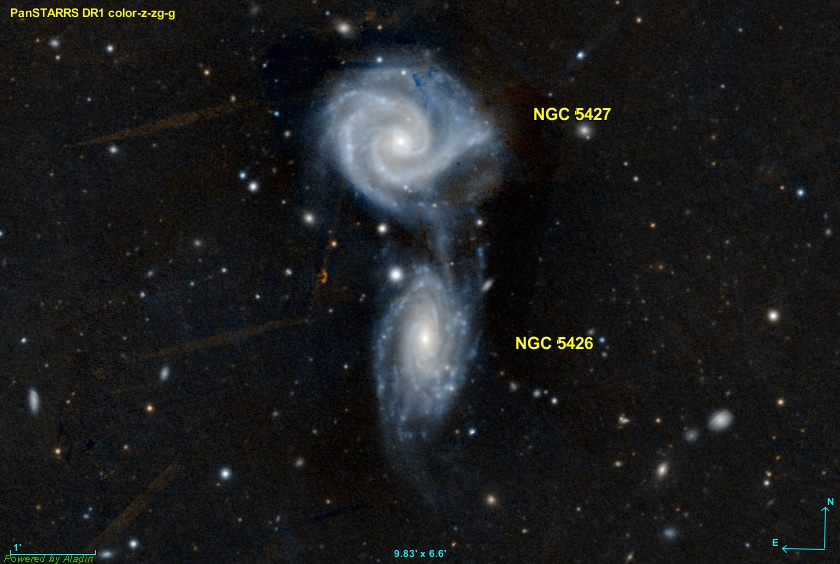
Autre image d'Arp 271 provenant du relevé Pan-STARRS.
Arp 271 captée par le VLT.
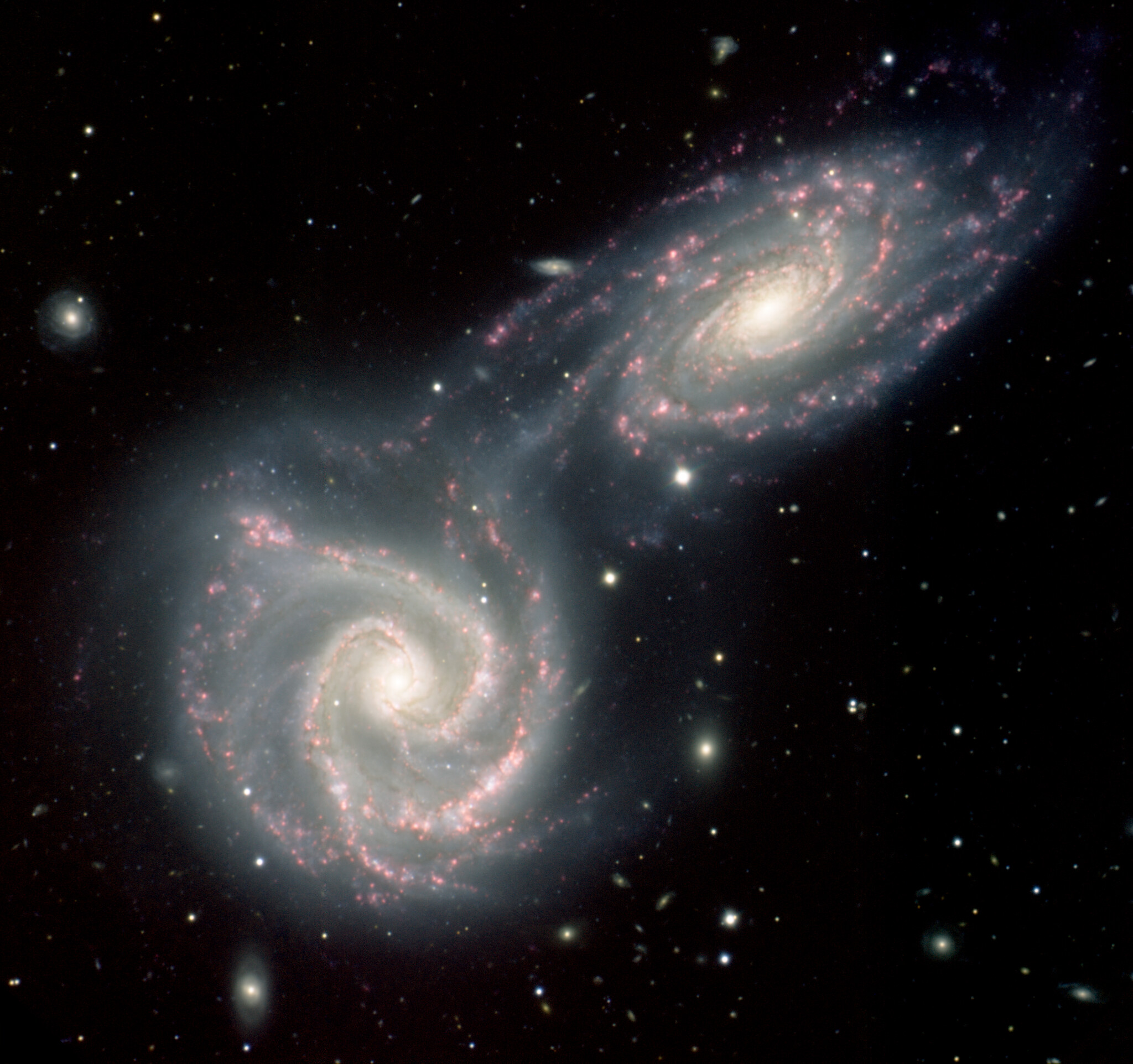
Arp 271 capté à l'observatoire Gemini sud.